# Butterfassprobe
Mittels der Butterfassprobe sollte im Jahr 1598 in Mölln die Magd Grethge Langenhinricke der „zauberischen Bosheit“ überführt werden.

## Geschichte
Der Witwe Geseke Kulemann gelang die Butter nur im Beisein ihrer Magd Grethge. So empfahl ihr ein Wandmacherknecht, ein wenig Stroh aus dem Bett der Beschuldigten zu nehmen und unter das Butterfass zu legen. Der Rahm ließ sich danach tatsächlich buttern und so glaubte man, die Schuldige gefunden und der Hexerei überführt zu haben. Gegen Grethge wurde dann ein Hexenprozess geführt. Die Anwendung der peinlichen Befragung wurde vom Rat der Hansestadt Lübeck jedoch untersagt, stattdessen wurde die Magd aus den Städten Mölln und Lübeck verbannt.